# Domici Afer
Domici Afer (en llatí Gnaeus Domitius Afer) va ser un pretor romà que va exercir el càrrec l'any 25.
Va guanyar el favor de Tiberi per haver acusat a Clàudia Pulcra, parenta d'Agripina Major, l'any 26.
Des d'aquell moment es va convertir en un dels més famosos oradors a Roma, segurament el més gran del seu temps, però aquesta circumstància està enfosquida per les seves denúncies. L'any 27, segons diu Tàcit, va acusar Publi Quintili, el fill de Clàudia Pulcra. Com a conseqüència de l'acusació de Clàudia Pulcra i d'alguna ofensa a Calígula, va ser acusat per l'emperador al senat, però va ocultar la seva habilitat en parlar, i fingint ser dominat per l'eloqüència de Calígula, no només va escapar del perill, sinó que es va convertir en cònsol sufecte l'any 39. A la seva vellesa, Afer va continuar fent discursos quant ja no tenia la fluïdesa mental per a fer-los i va perdre el seu prestigi. Va morir en el regnat de Neró, l'any 60 com a conseqüència d'un excés, segons diu Jeroni d'Estridó a la Chronica Eusebii.
Quintilià, de jove, va escoltar a Domici Afer, i parla d'ell com el més distingit orador del seu temps, només comparable a Juli Africà, i al seu judici, fins i tot superior a aquest. Menciona també una obra seva, Testimoniatge i alguns dels seus discursos, d'entre els quals, els que portaven per títol Domitilla, Cloantilla, i Volusenus Catulus semblen haver estat els més celebrats.